# Doktor Freud
Doktor Freud (ang. Freud: The Secret Passion) – amerykański film biograficzny z 1962 roku w reżyserii Johna Hustona. Zdjęcia kręcono w Monachium.

## Opis fabuły
Wiedeń, rok 1885. Młody neurolog, dr Zygmunt Freud, popada w konflikt ze swoimi kolegami z powodu innej oceny natury histerii. Wyjeżdża do Paryża, by tam kontynuować studia w tym kierunku pod wodzą prof. Charcota. Po zakończeniu badań wraca do Wiednia, gdzie kontynuuje metodę leczenia przez hipnozę. W trakcie badań odrzuca hipnozę na rzecz dotarcia do podświadomości. Bada w ten sposób także siebie. Formułuje teorię seksualizmu dziecięcego zwanego kompleksem Edypa. Choć zostaje przyjęta z niedowierzaniem, Freud kontynuuje badania w tym kierunku.

## Obsada
- Montgomery Clift – Zygmunt Freud
- Susannah York – Cecily Koertner
- Larry Parks – dr Josef Breuer
- Susan Kohner – Martha Freud
- Eileen Herlie – Ida Koertner
- Fernand Ledoux – prof. Jean-Martin Charcot
- David McCallum – Carl von Schlossen
- Rosalie Crutchley – pani Freud
- David Kossoff – Jacob Freud
- Joseph Fürst – Jacob Koertner
- Alexander Mango – Józef Babiński
- Leonard Sachs – Brouhardier
- Eric Portman – dr Theodor Meynert
- Victor Beaumont – dr Guber
- Allan Cuthbertson – Wilkie
- Maria Perschy – Magda
- Moira Redmond – Nora Wimmer
- John Huston – narrator

## Nagrody i nominacje
Oscary za rok 1962
- Najlepsze oryginalne materiały do scenariusza i scenariusz – Charles Kaufman, Wolfgang Reinhardt (nominacja)
- Najlepsza muzyka oryginalna – Jerry Goldsmith (nominacja)

Złote Globy 1962
- Najlepszy dramat (nominacja)
- Najlepsza reżyseria – John Huston
- Najlepsza aktorka dramatyczna – Susannah York (nominacja)
- Najlepsza aktorka drugoplanowa – Susan Kohler (nominacja)

MFF w Berlinie 1963
- Udział w konkursie głównym – John Huston